# Jeff Judah
Jeff Judah est un producteur/scénariste américain. Il a notamment participé à des séries télévisées comme 90210 Beverly Hills : Nouvelle Génération Judah also worked as a producer on the remake of 90210.